# Yue (Volksbezeichnung)

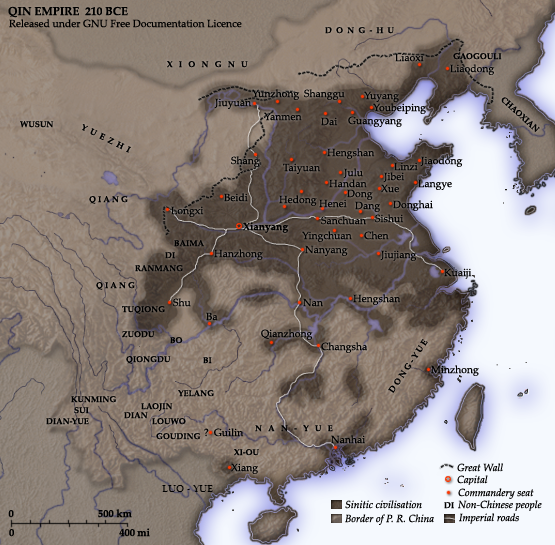
Das Qin-Reich und die Yue-Stämme, 210 BC

Yue (chinesisch 越 historisches Synonym 粵 / 粤,  Yuè, vietnamesisch Việt) war ein von chinesischen Chronisten verwendeter Sammelbegriff für chinesische großteils austroasiatische  Volksgruppen („Barbaren“) im heutigen Südchina.
Der Begriff ist erstmals für die späte Shang-Dynastie nachgewiesen, bezeichnete zunächst aber Gruppen nordwestlich des Shang-Reiches. Im frühen 8. Jahrhundert v. Chr. wurde ein Volk am Mittellauf des Jangtsekiang als Yángyuè (揚越 / 扬越, viet. Dương Việt) bezeichnet. Vom 7. bis zum 4. Jahrhundert v. Chr. existierte der Staat Yúyuè (於越 / 於越) am Mündungsbereich des Jangtse. Die Bezeichnung übertrug sich dann mit der Zeit auf nicht oder nur teilweise sinisierte Kulturgemeinschaften noch weiter im Süden.
Im um 239 v. Chr. erschienenen Buch Lüshi chunqiu ist erstmals von den „Hundert Yue-Stämmen - Bǎiyuè“, (百越 bzw. 百粵 / 百粤, Synonym Bǎiyuèzú 百越族 bzw. 百粵族 / 百粤族) die Rede, die in der Region Lingnan beheimatet waren. Diese Bezeichnung wurde während der Qin- und Han-Zeit (3. Jahrhundert v. Chr. bis 3. Jahrhundert n. Chr.) weit gebräuchlich. Im Unterschied zu den Qinesen trugen die Bǎiyuè das Haar kurz, tätowierten sich die Haut, lebten in Siedlungen in Bambus-Pfahlbauweise und kannten weder Pfeil und Bogen noch Pferde oder Wagen, dafür zeichneten sie sich im Schiffsbau aus.
Wichtige Untergruppen waren die Mǐnyuè (閩越 / 闽越), die Shānyuè (山越, viet. Sơn Việt), die Luòyuè (雒越 bzw. 駱越 / 骆越, viet. Lạc Việt), die Ōuyuè (甌越 / 瓯越, viet. Âu Việt) und besonders die Nányuè (南越). Bis Anfang des 1. Jahrhunderts v. Chr. hatte die nach Süden expandierende Han-Dynastie diese Gruppen größtenteils unterworfen.
Die ethnisch-linguistische Zuordnung der Baiyue ist in der Wissenschaft umstritten; ebenso unklar ist die Verwandtschaft zwischen den einzelnen Untergruppen – also die Frage, ob es sich um eine gemeinsame Kulturgemeinschaft oder um mehrere nicht verwandte Völker handelt. Meist werden die Yue teils als austroasiatische (Mon-Khmer) und teils als Tai-Kadai-sprachige Volksgruppen angesehen. Neuere genetische Untersuchungen verbinden die Baiyue der Ostküste sowohl mit dem Tai-Kadai-Volk der Li auf Hainan als auch mit den austronesischen Ureinwohnern Taiwans. Die Baiyue im Landinneren jedoch mit austroasiatischen Völkern, speziell mit frühen Vietnamesen. So zeigen genetische Untersuchungen über die Wucheng-Kultur starke Übereinstimmungen mit Vietnamesen. Das Tai-Kadai-Volk der Zhuang ist einer der direkten Nachfahren der Baiyue und lebt heute vor allem in Guangxi aber auch in den meisten anderen Teilen Chinas.
Die Luòyuè (viet. Lạc Việt), die Ōuyuè (viet. Âu Việt) und die Nányuè (viet. Nam Việt) gelten in der vietnamesischen Geschichtsschreibung als die Vorfahren der Vietnamesen. Wahrscheinlicher ist allerdings, dass lediglich die chinesische Fremdbezeichnung Yue / Việt von lokalen proto-vietnamesischen Volksgruppen im Bereich des Mittellaufes und Deltas des Roten Flusses übernommen wurde. Deren Sprache – also das Ur-Vietnamesische – war noch weiter südlich im zentralvietnamesisch-laotischen Hochland entstanden und von dort aus nach Norden ins Delta gelangt, wurde also sicher nicht von den namensgebenden Yue / Việt gesprochen, die aus der entgegengesetzten Richtung in die Region migriert waren.
Nachdem die Vietnamesen nach etwa tausendjähriger chinesischer Herrschaft ihre Unabhängigkeit erlangten, setzte sich als Bezeichnung ihres Staatswesens der Name Đại Việt (大越,  Dàyuè – „Groß-Yue“) durch. Auch die chinesische Kurzbezeichnung Yue (粵 / 粤) für die Provinz Guangdong sowie das dort gesprochene Kantonesisch leitet sich von der historischen Volksbezeichnung ab.